# مباركة (فلم 2021)
مباركة (بالإنجليزية: Benediction) هو فيلم دراما من تأليف وإخراج تيرينس ديفيز وبطولة جاك لودين، سيمون روسل بيل، جيريمي إيرفين وكيت فيليبس.

## روابط خارجية
مقالات تستعمل روابط فنية بلا صلة مع ويكي بيانات